# José Inácio da Costa Martins
José Inácio da Costa Martins (1938, São Bartolomeu de Messines, Silves - 6 mars 2010, Ciborro, Montemor-o-Novo) est un militaire et homme politique portugais. Parmi les chefs de la révolution des Œillets, il devient ministre du Travail dans quatre gouvernements successifs mais doit s'exiler après une tentative de coup d'état communiste infructueuse.

## Biographie

### Révolution des Œillets
José Inácio da Costa Martins est un militaire de carrière. Sous la période de la dictature salazariste, il accède au poste de capitaine dans la Force aérienne portugaise. Il manifeste son désaccord avec le régime autoritaire et est arrêté à trois reprises pour avoir exprimé ses opinions politiques.
En 1974, il est un des chefs de la révolution des Œillets, renversant la dictature. En effet, en tant que capitaine au sein des Forces aériennes, il est chargé de prendre militairement l'aéroport de Lisbonne le 25 avril 1974, considéré comme un des deux points stratégiques qui ont permis la victoire du coup d'état.

### Carrière politique
Le dictateur António de Oliveira Salazar ayant été renversé, le président António de Spínola lui succède et ce-dernier nomme Costa Martins au Conseil d'État du Portugal le 31 mai 1974.
Lorsque l'homme politique de gauche Vasco dos Santos Gonçalves arrive à la tête du gouvernement, il décide de nommer José Inácio da Costa Martins, qui est alors proche du Parti communiste portugais, à un poste important. Le 17 juillet 1974, Costa Martins obtient ainsi la fonction de Ministre du Travail au sein du IIe gouvernement provisoire portugais. Il parvient également à conserver cette charge au cours des IIIe, IVe et Ve gouvernements provisoires portugais, soit jusqu'au 26 septembre 1975. À cette date, il est toutefois remplacé par João Pedro Tomás Rosa.

### Exil puis retour
Le 25 novembre 1975, il participe à un coup d'état mené par des militaires et hommes politiques communistes et d'extrême-gauche dont le but était de protester contre l'arrivée au pouvoir de personnalités démocrates chrétiennes de droite. Le coup d'état est un échec, Costa Martins est dégradé et on lui retire sa fonction de capitaine dans les Forces aériennes. Il se voit donc forcé de s'exiler à Cuba puis en Angola, deux pays alors dirigés par des gouvernements communistes. 
En 1978, son ami Ernesto Melo Antunes, autre communiste entre-temps devenu président de la Commission constitutionnelle et donc fortement respecté au sein de la sphère politique portugaise, l'aide à revenir au Portugal. José Inácio da Costa Martins attaque alors en justice l'état pour l'avoir dégradé et, remportant son procès, il est réintégré dans l'armée et, en raison de son ancienneté, il obtient la fonction de colonel des Forces aériennes.
Le 6 mars 2010, il décède dans un accident aérien à Ciborro (dans la municipalité de Montemor-o-Novo).